# Ястшембе-Дземянське
Ястшембе-Дземянське (пол. Jastrzębie Dziemiańskie) — село в Польщі, у гміні Дземяни Косьцерського повіту Поморського воєводства.
Населення — 35 осіб (2011).
У 1975-1998 роках село належало до Гданського воєводства.

## Демографія
Демографічна структура станом на 31 березня 2011 року:
|          | Загалом | Допрацездатний вік | Працездатний вік | Постпрацездатний вік |
| -------- | ------- | ------------------ | ---------------- | -------------------- |
| Чоловіки | 17      | 8                  | 9                | 0                    |
| Жінки    | 18      | 11                 | 5                | 2                    |
| Разом    | 35      | 19                 | 14               | 2                    |